# Charles Fontaine des Montées de Prémery
Charles Fontaine des Montées de Prémery,  né à Orléans en 1662 et mort le 20 février 1740 à Paris, est un prélat français   du XVIIIe siècle.  

## Biographie
Charles Fontaine des Montées de Prémery est le fils d'Anne Fontaine, seigneur des Montées, conseiller et secrétaire du roi, et de Françoise Boyetet de Mérouville.
Charles Fontaine fait ses études à Paris et est reçu docteur en théologie de la maison royale de Navarre. Il devient ensuite doyen de l'église de Sainte-Croix d'Orléans et conseiller clerc au parlement de Paris. Nommé plus tard abbé de Saint-Cyran en Braine, il est pourvu de l'évêché de Nevers en 1719.

## Sources et bibliographie
- René Cerveau, Nécrologe des plus célèbres défenseurs et confesseurs de la vérité au 18e siècle contenant les principales circonstances de la vie et de la mort des personnes de l'un et de l'autre sexe, qui ont été recommandables par leur piété, leur science et attachement à la vérité, et surtout par les persécutions qu'elles ont essuyées au sujet du formulaire, et de la part des Jésuites, sans éditeur, 1760, partie 1, p. 395
- Honoré Jean P. Fisquet, La France pontificale, Métropole de Sens, Paris, 1864